# Procanace acuminata
Procanace acuminata är en tvåvingeart som beskrevs av Hardy och Mercedes Delfinado 1980 och som förekommer i USA och på Hawaii. Procanace acuminata ingår i släktet Procanace och familjen Canacidae. Inga underarter finns listade i Catalogue of Life.